# Walter Vargas
Walter Alejandro Vargas Alzate (* 16. April 1992 in El Carmen de Viboral) ist ein kolumbianischer Radrennfahrer.

## Sportlicher Werdegang
Vargas stammt aus El Carmen de Viboral, wie auch die Radrennfahrer Frank und Alejandro Osorio. Er betrieb schon in seiner Jugend Radsport, gab aber erst seinem Studium der Elektrotechnik an der Universidad de Antioquia Vorrang, bevor er sich mit 22 Jahren dem Team Rionegro con más Futuro anschloss. Mit diesem fuhr er 2014 in der Vuelta a Colombia. Im Jahr darauf fuhr er mit Orgullo Antioqueño für ein UCI-registriertes Team und zeigte ebenfalls in der Vuelta a Colombia erstmals die Stärke im Einzelzeitfahren, die seine Karriere bestimmen sollte, mit einem fünften Platz in der achten Etappe.
Anfang 2016 wurde Vargas kolumbianischer Meister im Einzelzeitfahren vor Brayan Ramírez. Er wurde erstmals in die Nationalmannschaft berufen und gewann in derselben Spezialität die Panamerika-Meisterschaften. Ab 2017 fuhr er für Medellin-Inder (inzwischen Medellín-EPM genannt), ein kolumbianisches Kontinental-Team. Er gewann zahlreiche Titel und Medaillen bei Wettkämpfen auf dem amerikanischen Kontinent, alle im Einzelzeitfahren: Sechsmal war er Panamerika-Meister (2016, 2018, 2021, 2023, 2024 und 2025), dazu siegte er bei den Südamerikaspielen 2022, den Bolivarischen Spielen 2022 und den Panamerikaspielen 2023.
Bei Straßenradsport-Weltmeisterschaften stand Vargas 2016, 2023 und 2024 am Start und kam auf die Ränge 41, 30 bzw. 18. Dass er nicht öfter berufen wurde, lag auch an der starken Konkurrenz – im Gegensatz zu vielen kolumbianischen Fahrern wechselte Vargas nie in ein WorldTeam. Ein Grund, dass er bei kontinentalen Meisterschaften öfter siegte als bei den Landesmeisterschaften (2016, 2021), ist in der Tatsache zu sehen, dass erstere in der Regel weniger stark besetzt sind, da sie zeitgleich mit WorldTour-Rennen wie dem Giro d’Italia stattfinden. 2023 allerdings schlug Vargas bei Panamerika-Meisterschaften und -Spielen mit Miguel Ángel López bzw. Richard Carapaz sehr namhafte Gegner.
Außer bei Meisterschaften holte Vargas die Gesamtwertungen der Uruguay-Rundfahrt 2019 und der Venezuela-Rundfahrt 2025, jeweils durch einen Sieg in der Zeitfahr-Etappe, sowie eine Zeitfahr-Etappe der US-amerikanischen Tour of the Gila 2023. Dazu war er bei Rennen der nationalen Kalender mehrerer lateinamerikanischer Länder erfolgreich.

## Erfolge
2016
 Panamerika-Meister – Einzelzeitfahren
 Kolumbianischer Meister – Einzelzeitfahren
2017
 Kolumbianischer Meister – Mannschaftszeitfahren (mit Juan Esteban Arango, Robigzon Oyola, Brayan Ramírez, Weimár Roldan und Óscar Sevilla)
2018
 Panamerika-Meister – Einzelzeitfahren
 Südamerikaspiele – Einzelzeitfahren
 Zentralamerika- und Karibikspiele – Einzelzeitfahren
2019
Gesamtwertung und eine Etappe Uruguay-Rundfahrt
eine Etappe Tour of Qinghai Lake (Mannschaftszeitfahren)
2021
 Panamerika-Meister – Einzelzeitfahren
 Kolumbianischer Meister – Einzelzeitfahren
2022
 Südamerikaspiele – Einzelzeitfahren
 Bolivarische Spiele – Einzelzeitfahren
 Panamerika-Meisterschaften – Einzelzeitfahren
2023
 Panamerika-Meister – Einzelzeitfahren
 Panamerika-Spiele – Einzelzeitfahren
 Zentralamerika- und Karibikspiele – Einzelzeitfahren
eine Etappe Tour of the Gila
2024
 Panamerika-Meister – Einzelzeitfahren
Gesamtwertung und eine Etappe Venezuela-Rundfahrt
2025
 Panamerika-Meister – Einzelzeitfahren